# 孫継海
孫 継海 (スン・チーハイ、漢音読み: そん けいかい、簡体字中国語: 孙继海、繁体字中国語: 孫繼海、拼音: Sūn Jìhǎi、  1977年9月30日 - ) は、中華人民共和国大連市出身で、元同国代表の元サッカー選手。現役時代のポジションはディフェンダー（サイドバック）。

## 来歴
1995年に地元の大連万達(のちの大連実徳)でデビュー、3シーズン過ごしたのちに范志毅と共に1998年8月14日にイングランド1部リーグ（現在のFLC）、元中国代表アシスタントのバクストン（Ted Buxton）率いるクリスタル・パレスに加入。9月15日にワージントンカップのBury戦でデビュー(0-3）。初年度はイングランドのサッカーになじめず、リーグ戦23試合及びカップ戦2試合出場で退場2回を食らっている。
その後、大連実徳への復帰を経て、FIFAワールドカップ2002前の2002年2月27日に当時1部(2部相当)のマンチェスター・シティに200万ポンドで加入。デビュー戦はコベントリーに4-2で勝利、この年チームは昇格し、中国人初のプレミアリーグ選手となった。
2002年10月26日、アウェーのバーミンガム戦でヘディングから得点し東アジア人初のプレミアリーグ得点者となり2-0の勝利に貢献。12月9日サンダーランド戦でも得点。2003年元旦、李鉄が在籍するエヴァートンと「中国人ダービー」で注目された(2-2)。3月22日チェルシー戦で0-5の大敗、孫は初めてプレミアで退場処分受けた。
2003年8月14日、UEFAカップのTNS戦（5-0）でチーム3点目決め，欧州カップ戦初得点を記録。三日後はリーグのチャールトン戦(3-0)で得点。11月30日にホームのミドルズブラ戦でオウンゴールしてしまいチームは0-1で敗戦した。
2004/05シーズン、監督のケビン・キーガンは孫を前に移し右MDで起用、2004年10月16日のチェルシー戦でエイドゥル・グジョンセンのタックル受け重傷負いシーズンを棒に振った。05年4月1日に1年契約延長。
2005年11月20日のブラックバーン戦でシティでの100試合出場達成。2006年3月20日にFAカップ準決勝のウェストハム戦、56分にエザリントンへの肘打ちで退場、1-2に敗れチームメイトに謝罪した。5月3日に08年まで2年契約を延長。
2006/07年シーズンはケガで序盤を欠場、2006年11月23日にドイツのミュンヘンで手術。2007年3月24日にはオーストラリア代表戦で18か月ぶりに代表復帰している。
2008年夏にマンチェスターシティとの契約満了を迎え、当時「中国人選手の墓場」の異名があったシェフィールド・ユナイテッドに加入した（それまでに在籍した郝海東、李鉄ともにリーグ戦出場が無かった）。7月17日のパリ・サンジェルマン戦でデビューし、わずか19分間で警告を2枚受け退場となってしまった。9月16日ホームのコベントリー戦では相手FWのミフスド（Michael Mifsud）を倒しPKを与えてしまった、幸いPKは失敗したが数分後また同じミフスドにファウルし退場。さらに3試合の出場停止処分が下った。この一連の流れがチーム幹部のブラックウェル（Kevin Blackwell）の怒りを買ってしまった。11月22日のチャールトン戦以降リーグ戦出場はなく、09年はカップ戦4試合出場にとどまった。
2009年、ケガなどの理由でチームで居場所を失い、6月にシェフィールド・ユナイテッドと関係ある成都謝菲聯に選手兼コーチとして加入。2010年1月8日、陝西滻灞と2年契約。
2012年、陝西が貴州移転後もプレイ、14年12月に退団。
2015年に重慶力帆に移籍も、1年で貴州人和へ復帰し、2016年に現役を引退した。
中国代表としてデビューしたのは1996年。以来、10年以上にわたって息の長い活躍を見せた。中国が初出場した2002 FIFAワールドカップでは、初戦のコスタリカ戦で先発出場したが、この試合で前半早々負傷してしまいグループリーグの残り2試合には出場できなかった。
2008年6月7日、ホームのカタール戦ではベンチだったがレバノン人審判を再三罵り出場してないにも関わらず退場、その後追加で5試合出場停止となり以降代表入りすることは無かった。若いころから血気盛んで、1999年シドニーオリンピック予選で審判と騒動起こし1年全試合出場停止処分を受けている。
多くのポジションをこなし、代表では主に右サイドバックだったが、マンチェスターシティでは両サイドバック、両サイドMF、ボランチをこなした。2004年アジアカップでは控えFWとして扱われた。中国復帰後は攻撃的MFもこなし、引退間際はセンターバック（CB）を務めた。
引退後、U20代表監督に就任している。またマンチェスター・シティの殿堂入りを果たしている。

## 所属クラブ
- 1995-1998  大連万達（現・大連実徳）
- 1998-1999  クリスタル・パレスFC
- 1999-2001  大連実徳
- 2002-2008  マンチェスター・シティFC
- 2008-2009  シェフィールド・ユナイテッドFC
  - 2009  成都謝菲聯 (レンタル)
- 2010-2014  貴州人和
- 2015  重慶力帆
- 2016  北京人和

## 個人成績
| 国内大会個人成績 | 国内大会個人成績   | 国内大会個人成績 | 国内大会個人成績   | 国内大会個人成績 | 国内大会個人成績 | 国内大会個人成績 | 国内大会個人成績 | 国内大会個人成績 | 国内大会個人成績 | 国内大会個人成績 | 国内大会個人成績 |
| 年度             | クラブ             | 背番号           | リーグ             | リーグ戦         | リーグ戦         | リーグ杯         | リーグ杯         | オープン杯       | オープン杯       | 期間通算         | 期間通算         |
| 年度             | クラブ             | 背番号           | リーグ             | 出場             | 得点             | 出場             | 得点             | 出場             | 得点             | 出場             | 得点             |
| 中国             | 中国               | 中国             | 中国               | リーグ戦         | リーグ戦         | リーグ杯         | リーグ杯         | FA杯             | FA杯             | 期間通算         | 期間通算         |
| ---------------- | ------------------ | ---------------- | ------------------ | ---------------- | ---------------- | ---------------- | ---------------- | ---------------- | ---------------- | ---------------- | ---------------- |
| 1995             | 大連万達           |                  | 甲A                | 13               | 0                |                  |                  |                  |                  |                  |                  |
| 1996             | 大連万達           |                  | 甲A                | 21               | 0                |                  |                  |                  |                  |                  |                  |
| 1997             | 大連万達           |                  | 甲A                | 19               | 0                |                  |                  |                  |                  |                  |                  |
| 1998             | 大連万達           |                  | 甲A                | 18               | 1                |                  |                  |                  |                  |                  |                  |
| イングランド     | イングランド       | イングランド     | イングランド       | リーグ戦         | リーグ戦         | FLカップ         | FLカップ         | FAカップ         | FAカップ         | 期間通算         | 期間通算         |
| 1998-99          | クリスタル・パレス |                  | チャンピオンシップ | 23               | 0                | 1                | 0                | 1                | 0                | 25               | 0                |
| 中国             | 中国               | 中国             | 中国               | リーグ戦         | リーグ戦         | リーグ杯         | リーグ杯         | FA杯             | FA杯             | 期間通算         | 期間通算         |
| 1999             | 大連実徳           |                  | 甲A                | 8                | 1                |                  |                  |                  |                  |                  |                  |
| 2000             | 大連実徳           | 27               | 甲A                | 21               | 2                |                  |                  | 1                | 0                | 22               | 2                |
| 2001             | 大連実徳           | 27               | 甲A                | 23               | 3                |                  |                  | 4                | 0                | 27               | 3                |
| イングランド     | イングランド       | イングランド     | イングランド       | リーグ戦         | リーグ戦         | FLカップ         | FLカップ         | FAカップ         | FAカップ         | 期間通算         | 期間通算         |
| 2001-02          | マンチェスター・C  |                  | チャンピオンシップ | 7                | 0                | 0                | 0                | 0                | 0                | 7                | 0                |
| 2002-03          | マンチェスター・C  |                  | プレミアリーグ     | 28               | 2                | 2                | 0                | 1                | 0                | 31               | 2                |
| 2003-04          | マンチェスター・C  |                  | プレミアリーグ     | 33               | 1                | 1                | 0                | 3                | 0                | 37               | 0                |
| 2004-05          | マンチェスター・C  |                  | プレミアリーグ     | 6                | 0                | 1                | 0                | 0                | 0                | 7                | 0                |
| 2005-06          | マンチェスター・C  |                  | プレミアリーグ     | 29               | 0                | 1                | 0                | 4                | 0                | 34               | 0                |
| 2006-07          | マンチェスター・C  |                  | プレミアリーグ     | 13               | 0                | 0                | 0                | 1                | 0                | 14               | 0                |
| 2007-08          | マンチェスター・C  | 17               | プレミアリーグ     | 14               | 0                | 2                | 0                | 0                | 0                | 16               | 0                |
| 2008-09          | シェフィールドFC   | 12               | チャンピオンシップ | 12               | 0                | 1                | 0                | 4                | 0                | 17               | 0                |
| 中国             | 中国               | 中国             | 中国               | リーグ戦         | リーグ戦         | リーグ杯         | リーグ杯         | FA杯             | FA杯             | 期間通算         | 期間通算         |
| 2009             | 成都謝菲聯         | 22               | 超級               | 10               | 0                |                  |                  |                  |                  | 10               | 0                |
| 2010             | 陝西宝栄           | 17               | 超級               | 27               | 0                |                  |                  |                  |                  | 27               | 0                |
| 2011             | 陝西宝栄           | 17               | 超級               | 20               | 0                |                  |                  | 3                | 0                | 23               | 0                |
| 2012             | 陝西宝栄           | 17               | 超級               | 19               | 0                |                  |                  | 5                | 0                | 24               | 0                |
| 2013             | 陝西宝栄           | 17               | 超級               | 28               | 1                |                  |                  | 5                | 0                | 33               | 1                |
| 2014             | 陝西宝栄           |                  | 超級               | 24               | 0                |                  |                  | 2                | 0                | 26               | 0                |
| 2015             | 重慶当代           |                  | 超級               | 28               | 0                |                  |                  | 0                | 0                | 28               | 0                |
| 2016             | 北京人和           |                  | 甲級               | 9                | 0                |                  |                  | 0                | 0                | 9                | 0                |
| 通算             | 中国               | 中国             | 1部                | 279              | 8                | 0                | 0                | 20               | 0                | 307              | 8                |
| 通算             | 中国               | 中国             | 2部                | 9                | 0                | 0                | 0                | 0                | 0                | 9                | 0                |
| 通算             | イングランド       | イングランド     | 1部                | 123              | 3                | 7                | 0                | 9                | 0                | 139              | 3                |
| 通算             | イングランド       | イングランド     | 2部                | 42               | 0                | 2                | 0                | 5                | 0                | 49               | 0                |
| 総通算           | 総通算             | 総通算           | 総通算             | \|452            | 11               | 9                | 0                | 34               | 0                | 495              | 11               |

| 国際大会個人成績 | 国際大会個人成績       | 国際大会個人成績 | 国際大会個人成績 | 国際大会個人成績 | 国際大会個人成績 | 国際大会個人成績 |
| 年度             | クラブ                 | 背番号           | 出場             | 得点             | 出場             | 得点             |
| UEFA             | UEFA                   | UEFA             | UEFA EL          | UEFA EL          | UEFA CL          | UEFA CL          |
| ---------------- | ---------------------- | ---------------- | ---------------- | ---------------- | ---------------- | ---------------- |
| 2003-04          | マンチェスター・シティ |                  | 5                | 1                | -                | -                |
| 通算             | UEFA                   | UEFA             | 5                | 1                |                  |                  |

## 代表歴

### 出場大会
- 中国代表
  - 2002 FIFAワールドカップ

### 試合数
- 国際Aマッチ 81試合 1得点（1996年-2008年）[1]

| 中国代表 | 国際Aマッチ | 国際Aマッチ |
| 年       | 出場        | 得点        |
| -------- | ----------- | ----------- |
| 1996     | 5           | 0           |
| 1997     | 25          | 0           |
| 1998     | 14          | 0           |
| 1999     | 0           | 0           |
| 2000     | 0           | 0           |
| 2001     | 11          | 0           |
| 2002     | 4           | 0           |
| 2003     | 1           | 0           |
| 2004     | 11          | 1           |
| 2005     | 2           | 0           |
| 2006     | 0           | 0           |
| 2007     | 5           | 0           |
| 2008     | 3           | 0           |
| 通算     | 81          | 1           |

## タイトル
- 中国FAカップ (2001年,2013年)